# Universidade de Perúgia

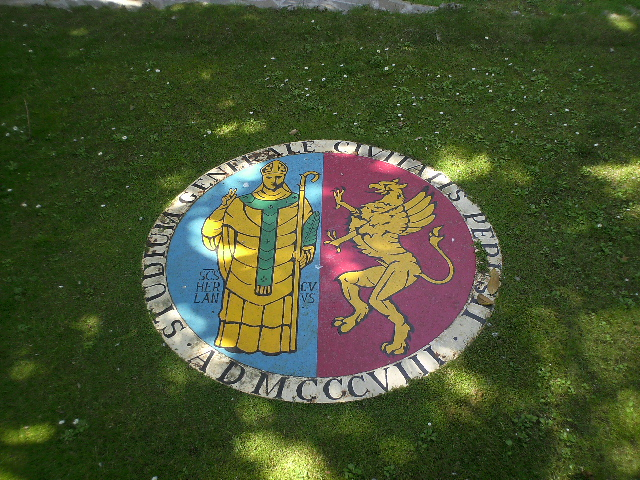
BRasão medieval da Universidade de Perúgia

A Universidade de Perúgia (em italiano, Università degli Studi di Perugia) é uma instituição de ensino superior localizada na cidade de Perúgia, província homónima, na região de Umbria, em Itália, fundada em 1308 por uma Bula emitida pelo papa Clemente V, certificando a constituição do Studium Generale.

## Ligação externa
- Página oficial